# Nino Johnson
Nino Johnson (ur. 15 stycznia 1993 w Memphis) – amerykański koszykarz, występujący na pozycjach silnego skrzydłowego oraz środkowego, obecnie zawodnik Maccabi Hod ha-Szaron.
5 stycznia 2017 dołączył do drużyny Energi Czarnych Słupsk. Z powodu negatywnych testów medycznych został zwolniony po rozegraniu 6 spotkań sezonu regularnego. 8 listopada został zawodnikiem Maccabi Hod Ha-Szaron.

## Osiągnięcia
Stan na 8 stycznia 2017, na podstawie, o ile nie zaznaczono inaczej.
NCAA
- Wicemistrz sezonu regularnego konferencji Ohio Valley (OVC) dywizji zachodniej (2013, 2014)
- Laureat Preseason Ohio Valley Conference Freshman of the Year (2011/12 według College Sports Madness)
- Lider konferencji Ohio Valley w liczbie zbiórek (217), w ataku (2013)[5]